# Gunnar Qvenild
Gunnar Qvenild, född 30 januari 1906 i Trondheim, död 23 april 2007 i Djursholm, var en norsk-svensk företagsledare.
Qvenlid, som var son till köpman Birger Kvenild och Kathinka Dahle, utexaminerades från handelsgymnasiet i Trondheim 1925, var tjänsteman vid A/S Forretningsbanken där 1926–1928, studieresor till Storbritannien, Frankrike och Tyskland 1928–1930, var avdelningschef vid Orkla Grube A/B i Løkken Verk 1930–1938, AB Industrimetoder i Stockholm, ett företag inom malmbehandling och metallurgi, 1938–1939 och verkställande direktör där från 1939. Han var även styrelseledamot i AB Smålands Taberg.
Under andra världskriget var Qvenild starkt engagerade i arbetet för de norska flyktingar som hade kommit till Stockholm. År 1954 blev han som representant för Det norske samfund i Stockholm, i vilket han var ordförande 1956–1958, medlem av en kommitté som skulle verka för ett bestående norskt församlingsarbete i Stockholm. Då Norska kyrkan i Stockholm bildades 1958 blev han representant för Det norske samfund i kyrkorådet, i vilket han blev vice ordförande 1962 och var ordförande 1964–1971. Han deltog även i det arbete som ledde fram till tillkomsten av Kronprinsesse Märthas kirke i Stockholm, vilken invigdes 1976. Gunnar Qvenild är begravd på Djursholms begravningsplats.